# Hadennia ignicoma
Hadennia ignicoma là một loài bướm đêm trong họ Noctuidae.